# Leptomastix trilongifasciata
Leptomastix trilongifasciata är en stekelart som beskrevs av Girault 1916. Leptomastix trilongifasciata ingår i släktet Leptomastix och familjen sköldlussteklar. Inga underarter finns listade i Catalogue of Life.